# ブライス・クアシー
ブライス・クアシー（Koffi Blaise Kouassi、1974年2月2日 - ）は、コートジボワールの元サッカー選手。元コートジボワール代表。ポジションはディフェンダー。

## 来歴
1997年にコートジボワール代表デビュー。アフリカネイションズカップ2006では準優勝した。また、2006 FIFAワールドカップにも出場した。コートジボワール代表として38試合に出場した。

## 代表歴

### 出場大会
- コートジボワール代表
  - 2006 FIFAワールドカップ

### 試合数
- 国際Aマッチ 38試合 0得点（1997年-2006年）[1]

| コートジボワール代表 | 国際Aマッチ | 国際Aマッチ |
| 年                   | 出場        | 得点        |
| -------------------- | ----------- | ----------- |
| 1997                 | 1           | 0           |
| 1998                 | 1           | 0           |
| 1999                 | 0           | 0           |
| 2000                 | 7           | 0           |
| 2001                 | 5           | 0           |
| 2002                 | 4           | 0           |
| 2003                 | 4           | 0           |
| 2004                 | 6           | 0           |
| 2005                 | 2           | 0           |
| 2006                 | 8           | 0           |
| 通算                 | 38          | 0           |